# Dalli
Dalli fou un estat tributari protegit del tipus zamindari, situat al districte de Bhandara a les Províncies Centrals. La seva població el 1881 era de 3.431 habitants de majoria gonds que residien en 17 pobles. La superfície era de 135 km². Hi abundava el bambú. El sobirà era un gond.
La capital era la vila de Dalli a 21° 05′ N, 80° 16′ E / 21.083°N,80.267°E.